# Peer Danefeld
Peer Danefeld (23 dicembre 1959) è un allenatore di calcio danese.

## Carriera
A gennaio 1999, è diventato allenatore del Fremad Amager, formazione all'epoca militante nella Superligaen, massima divisione del campionato danese.
Nel 2007, Danefeld è stato scelto come allenatore del Follo, compagine all'epoca militante nella 2. divisjon. Ha guidato il club per due stagioni, assieme a Roar Breivik. Il suo contratto sarebbe scaduto il 1º giugno 2009, ma Danefeld non ha allenato la squadra nel corso di quell'anno per questioni di salute.
A dicembre 2010, Danefeld è diventato il nuovo allenatore dello Jerv. Nel campionato 2013, ha condotto la squadra alla promozione nella 2. divisjon. Nel mese di settembre 2013, ha lasciato il club.
Il 21 novembre 2014, il Våg ha annunciato che Danefeld sarebbe diventato il nuovo allenatore della squadra a partire dal 1º gennaio 2015, legandosi al club con un contratto triennale.